# Паве Блезуа
Паве́ Блезуа́ (фр. Pavé Blésois) — французский свежий выдержанный сыр из козьего молока, производящийся в Центральной Франции в окрестностях города Блуа.

## Изготовление
Сыр производится артельным способом с весны и до осени. Изготавливается из сырого козьего молока. Вызревание может длиться от двух до шести недель.

## Описание
Головки сыра изготавливаются в виде плиток и могут быть одного из двух видов:
1. в форме квадрата с длиной стороны 8 сантиметров, высотой 4 сантиметра и весом 250 грамм;
2. в форме прямоугольника длиной 11—12 сантиметров, шириной 6—7 сантиметров, высотой 3,5 сантиметра и весом 300 грамм.

Сыр покрыт сухой коркой с налётом серебристо-голубой натуральной плесени и древесной золы. Под коркой находится светлая однородная и плотная мякоть. Жирность сыра составляет 45 %.
Сыр обладает слегка острым вкусом с ореховыми нотками и характерным ароматом козьего молока. Употребляется как в составе салатов, так и в качестве самостоятельного блюда, сочетается с сухими легкими белыми или розовыми винами, в частности шинонскими винами.